# Август Бекю
Август Бекю (пол. August Ludwik Bécu, лит. Augustas Ludvikas Bekiu; 25 травня (14 травня) 1771, Гродно, Городенський повіт Трокського воєводства, Велике князівство Литовське — 7 вересня (26 серпня) 1824, Вільно, Російська імперія) — польський учений-гігієніст французького походження, професор Віленського університету. Вітчим поета Юліуша Словацького.

## Біографія
Август (Огюст) Бекю — нащадок французьких гугенотів, які в XVII столітті осіли в Померанії, сам він — уродженець міста Гродно в Речі Посполитої (нині Республіка Білорусь). Бекю закінчив Головну Віленську школу, здобув ступінь доктора філософії (1789), ступінь доктора медицини (1793). У Головній школі (в 1803 році перетвореної в імператорський Віленський університет) викладав в 1797—1824 роках курси патології, терапії, фармацевтики, фізіології; завідував кафедрою фізіології (з 1805 року), кафедрою патології та гігієни (з 1806 року). Став одним із засновників віленського Медичного суспільства (1805) і був його головою з 1811 року. У 1807—1812 роках був членом шкільної комісії, в 1819 році виконував посаду куратора шкіл.
У 1818 році Бекю одружився з польською вірменкою Соломією Словацькою, матір'ю відомого поета Юліуша Словацького.
Загинув від удару блискавки. Некролог, опублікований в журналі «Dziennik Wileński», датує смерть Августа Бекю 26 серпнем 1824 року. Та ж дата вказана на надгробку на віленському кладовищі Расу. У деяких джерелах помилково вказується 26 липня.

## Вакцинація
Бекю був відряджений Віленським університетом в Шотландію і після повернення в 1803 році став першим в Литві практикувати щеплення віспи. Написав про вакцинацію роботу «O wakcynie czyli tak zwanei ospie krowiej» («Про вакцину, або так звану коров'ячу віспу»; Вільна, 1803). У 1808 році разом з професором Йозефом Франком заснував при університетській клініці інститут вакцинації для навчання студентів щепленню. Співпрацював у журналі «Dziennik Wileński».

## Репутація
Август Бекю був цензором при Віленському університеті в 1807—1810 і 1817—1823 роках.
Беручи участь в органах нагляду над навчальними закладами, Август Бекю не міг не викликати негативного ставлення патріотично налаштованої польської молоді. Вважається, що він зіграв непристойну роль в розслідуванні справи філоматів-філаретів (1823—1824), вступивши в тісне співробітництво з М. М. Новосильцевим. Коли 26 серпня 1824 року ударом блискавки Бекю був убитий у власній квартирі, в цьому побачили доказ його зради та покарання; за деякими джерелами, блискавка нібито сплавила в злиток срібні монети, які зберігалися у ліжку, що нібито отримані ним за надання послуг російській владі. Адам Міцкевич, який був надісланий у справі філоматів з Литви, в третій частині поеми «Дзяди» вивів негативну фігуру Доктора, в якому легко розпізнається Бекю. Вважається, що ця обставина була причиною ворожнечі між Міцкевичем і Словацьким.

## Праці
- O wakcynie czyli tak zwanei ospie krowiej. Wilno, 1803 («Про вакцину, або так званої коров'ячої віспи»).
- Rozprawa doskonalości szpitalów. Wilno, 1807 («Міркування про вдосконалення лікарень»).
- O porządnem utrzymywaniu spitalów. Wilno, 1807.
- Postrzeźenie mleka zielonego.
- O lączeniu medycyny z chirurgią. Wilno, 1817.